# كلود كاستونجواي
كلود كاستونجواي هو أستاذ مشارك وسياسي كندي، ولد في 8 مايو 1929 في مدينة كيبك في كندا، وتوفي في 12 ديسمبر 2020. نشط حزبياً في الحزب الكندي التقدمي المحافظ وحزب كيبيك الليبرالي.

## مناصب
- انتخب مستشار جامعة مونتريال.
- انتخب Minister of Health and Social Services ‏ (مايو 1970 – ديسمبر 1970).
- انتخب عضو الجمعية الوطنية في كيبك [الإنجليزية]‏ عن دائرة Louis-Hébert (provincial electoral district) [الإنجليزية]‏ (1970 – 1973).
- انتخب عضو مجلس الشيوخ الكندي ‏ (23 سبتمبر 1990 – 9 ديسمبر 1992).